# Kamil Kosowski (piłkarz)
Kamil Piotr Kosowski (ur. 30 sierpnia 1977 w Ostrowcu Świętokrzyskim) – były polski piłkarz, występujący na pozycji lewego lub prawego pomocnika, reprezentant kraju, a następnie ekspert piłkarski i felietonista.

## Kariera klubowa
Wychowanek KSZO Ostrowiec Świętokrzyski. Następnie grał w Gwarku Zabrze, po czym przeszedł do Górnika Zabrze, w barwach którego w 1996 r. zadebiutował w ekstraklasie. W trakcie sezonu 1999/2000 został sprzedany do Wisły Kraków, z którą dwukrotnie zdobył mistrzostwo Polski oraz dobrze prezentował się w europejskich pucharach. 13 lipca 2003 został wypożyczony do niemieckiego 1. FC Kaiserslautern. Po dwóch sezonach gry w Bundeslidze, przeszedł do angielskiego Southamptonu na zasadzie rocznego wypożyczenia. Po wypożyczeniu do włoskiego Chievo Werona, powrócił do Wisły Kraków. Zdobył z nią w sezonie 2007/2008 mistrzostwo Polski. 14 stycznia 2008 za porozumieniem stron rozwiązał kontrakt z Wisłą stając się wolnym zawodnikiem. 24 stycznia 2008 zaangażował go hiszpański drugoligowiec Cádiz CF, z którym spadł do Segunda División B. 7 lipca 2008 został wykupiony przez cypryjski APOEL FC. W swoim pierwszym meczu o Superpuchar Cypru z Anorthosisem Famagusta, zdobył bramkę dającą wygraną. Następnie zdobył dwa gole w obu meczach przeciwko Crvenej Zvezdzie w eliminacjach Pucharu UEFA. W spotkaniu kolejnej rundy Pucharu UEFA przeciwko FC Schalke 04 zaliczył asystę, ale jego drużyna ostatecznie odpadła po dwumeczu. W sezonie 2008/2009 zdobył z drużyną APOEL-u mistrzostwo Cypru. W 2010 r. przeszedł do Apollonu Limassol, z którym w czerwcu 2011 r. rozwiązał umowę. 5 lipca 2011 został zawodnikiem GKS Bełchatów, z którym podpisał roczny kontrakt z możliwością przedłużenia na kolejny sezon. Pod koniec października 2012 r., po przegranym 0:5 meczu z Polonią Warszawa, Kosowski wraz z Mate Laciciem zostali przesunięci do drużyny Młodej Ekstraklasy. 11 stycznia 2013 rozwiązał kontrakt z GKS Bełchatów, a następnego dnia podpisał półroczną umowę z Wisłą Kraków.

## Kariera reprezentacyjna
W latach 1998–1999 występował w młodzieżowej reprezentacji Polski U-21. W kadrze seniorskiej zadebiutował 15 sierpnia 2001, w towarzyskim meczu przeciwko Islandii. Łącznie zagrał w niej 52 oficjalne spotkania, zdobywając 4 bramki. Brał udział w Mistrzostwach Świata 2006.

## Osiągnięcia
Wisła Kraków
- Mistrzostwo Polski: 2000/2001, 2002/2003, 2007/2008
- Puchar Polski:   2001/02, 2002/03
- Puchar Ligi Polskiej: 2000/01
- Superpuchar Polski: 2001

APOEL
- A Katigoria: 2008/09
- Superpuchar Cypru: 2008, 2009

## Statystyki

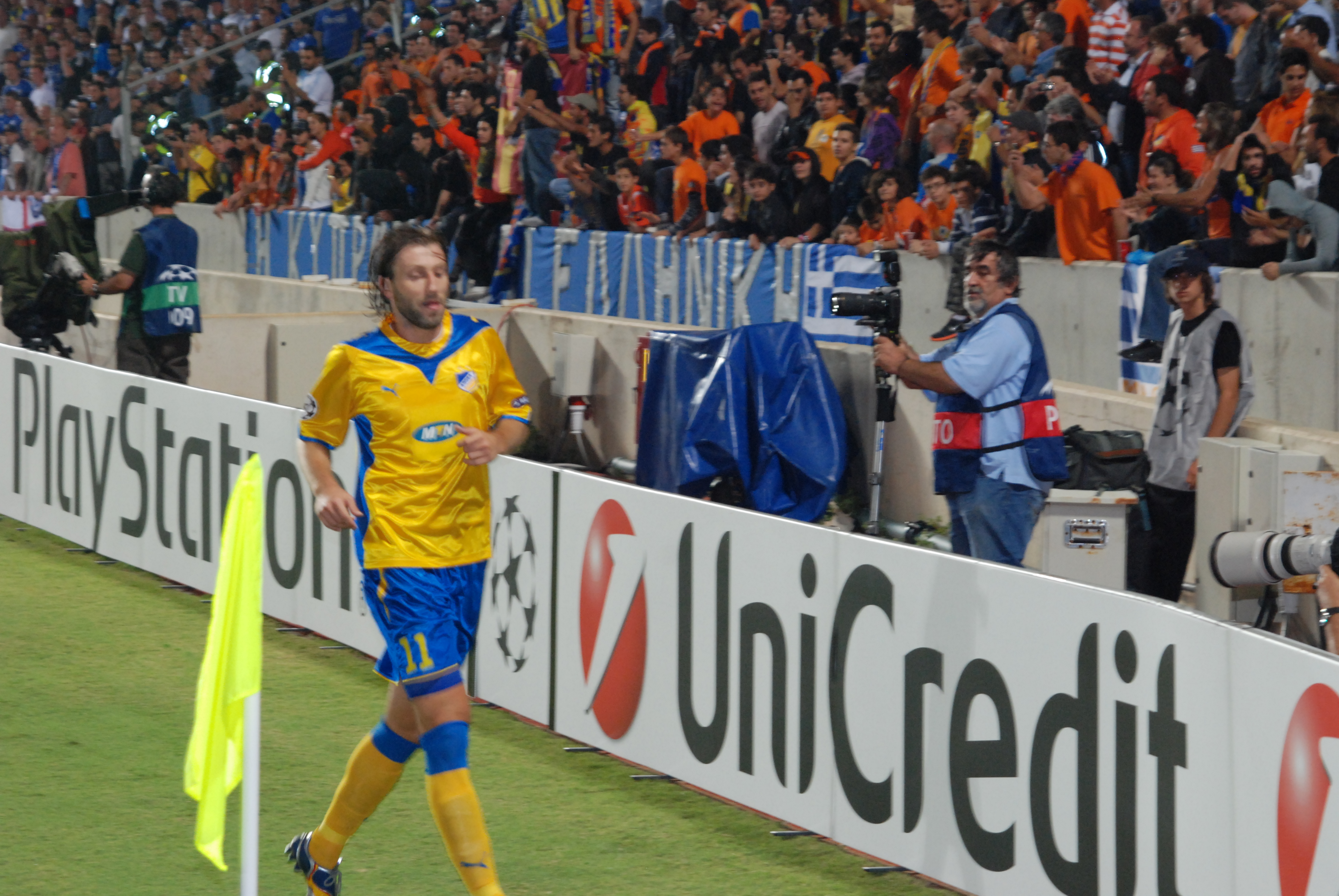
Kamil Kosowski w barwach APOELu w meczu Ligi Mistrzów z Chelsea (2009)

| Sezon         | Klub                          | Liga             | Liczba meczów | Liczba bramek |
| ------------- | ----------------------------- | ---------------- | ------------- | ------------- |
| 1996/1997     | Górnik Zabrze                 | Ekstraklasa      | 5             | 0             |
| 1997/1998     | Górnik Zabrze                 | Ekstraklasa      | 20            | 1             |
| 1998/1999     | Górnik Zabrze                 | Ekstraklasa      | 29            | 0             |
| 1999/2000 (j) | Górnik Zabrze                 | Ekstraklasa      | 10            | 0             |
| 1999/2000     | Wisła Kraków                  | Ekstraklasa      | 19            | 1             |
| 2000/2001     | Wisła Kraków                  | Ekstraklasa      | 27            | 1             |
| 2001/2002     | Wisła Kraków                  | Ekstraklasa      | 27            | 3             |
| 2002/2003     | Wisła Kraków                  | Ekstraklasa      | 29            | 7             |
| 2003/2004     | → 1. FC Kaiserslautern (wyp.) | Bundesliga       | 23            | 0             |
| 2004/2005     | → 1. FC Kaiserslautern (wyp.) | Bundesliga       | 20            | 1             |
| 2005/2006     | → Southampton F.C. (wyp.)     | Championship     | 18            | 1             |
| 2006/2007     | → Chievo Werona (wyp.)        | Serie A          | 23            | 0             |
| 2007/2008 (j) | Wisła Kraków                  | Ekstraklasa      | 13            | 1             |
| 2007/2008 (w) | Cádiz CF                      | Segunda División | 17            | 0             |
| 2008/2009     | APOEL Nikozja                 | A Katigoria      | 24            | 3             |
| 2009/2010     | APOEL Nikozja                 | A Katigoria      | 20            | 2             |
| 2010/2011     | Apollon Limassol              | A Katigoria      | 17            | 1             |
| 2011/2012     | GKS Bełchatów                 | Ekstraklasa      | 24            | 1             |
| 2012/2013 (j) | GKS Bełchatów                 | Ekstraklasa      | 9             | 0             |
| 2012/2013 (w) | Wisła Kraków                  | Ekstraklasa      | 10            | 0             |

## Życie prywatne
Jego pierwszą żoną była Adrianna Kosowska, z którą rozwiódł się w 2003 r. Para miała syna Aleksandra (1997–2022), tworzącego jako raper pod pseudonimem Big Scythe. Drugą żoną Kosowskiego została Roksana Jonek, z którą ma dwóch synów, Antoniego (ur. 2007) i Juliana (ur. 2012). Pasjonuje się wędkarstwem.

## Inna działalność
5 marca 2015 został powołany na stanowisko dyrektora sportowego Rozwoju Katowice. Od 2013 r. jest ekspertem piłkarskim Canal+ Sport, a od 2019 r. stałym felietonistą Przeglądu Sportowego. W 2022 r. był ekspertem TVP Sport na piłkarskie mistrzostwa świata.